# Теплякова, Анастасия Михайловна
Анастаси́я Миха́йловна Тепляко́ва (31 января 1924, Арзамасцево, Уральская область — 26 мая 1996, Арзамасцево, Удмуртия) — советская работница сельского хозяйства, свинарка колхоза имени В. И. Ленина Каракулинского района Удмуртской АССР, Герой Социалистического Труда.

## Биография
Родилась 31 января 1924 года в селе Арзамасцево (ныне — в Каракулинском районе Удмуртии) в крестьянской семье. Русская.
Трудовую деятельность начала в 16 лет свинаркой в колхозе имени В. И. Ленина, в котором трудилась без перерыва до 1979 года. Вначале работала свинаркой маточного поголовья, получала по 15-18 поросят от каждой свиноматки. За участок, где она трудилась, никто не беспокоился — знали, что она всегда добросовестно отнесется к делу.
Свинарка не гнушалась никакой работы, даже самой тяжелой.
В 1961 году она была переведена на откорм скота. За четыре года откормила и сдала государству 1915 свиней общей массой 152 тонны, в том числе 131,6 тонны привеса. В 1965 году колхоз получил от реализации каждого центнера свинины 109 рублей прибыли.
А. М. Теплякова одновременно откармливала 400—450 свиней на дешевых кормах и получала ежесуточные привесы по 380—450 г на голову. Благодаря добросовестной и ответственной работе А. М. Тепляковой и других свинарок, применявших её передовые приемы труда, колхоз ежегодно выполнял и перевыполнял планы продажи мяса государству, причем содержание свинины в общей массе сданного мяса составляло более 70 %.
Нелегкой ценой доставались эти привесы в условиях, когда на ферме не было никакой механизации. Не считаясь со временем, А. М. Теплякова трудилась, не покладая рук. Когда на ферме не было необходимых концентратов, она сама накашивала на полутысячное поголовье зелёную траву, умудряясь получать только на зеленых кормах высокие привесы и при этом не допускать падежа.
В 1965 году колхоз получил от продажи свинины свыше 560 тысяч рублей, что составило 43 % его общего денежного дохода.
Трудовые достижения А. М. Тепляковой демонстрировались на Выставке достижений народного хозяйства СССР, она была удостоена бронзовой медали ВДНХ.
Указом Президиума Верховного Совета СССР от 22 марта 1966 года за достигнутые успехи в развитии животноводства, увеличении производства и заготовок мяса и другой сельскохозяйственной продукции Тепляковой Анастасии Михайловне присвоено звание Героя Социалистического Труда с вручением ордена Ленина и золотой медали «Серп и Молот».
С 1976 года А. М. Теплякова работала заведующей свиноводческой фермой. Ей было присвоено звание «Лучшая заведующая СТФ», её имя занесено в Книгу Почета. В 1979 году ей было присвоено звание «Ветеран труда».
А. М. Теплякова принимала активное участие в общественной жизни. Была депутатом (от Удмуртской АССР) Совета Национальностей Верховного Совета СССР двух созывов (1966—1974), депутатом районного и сельского Советов.
С 1979 года А. М. Теплякова — на пенсии. Жила в селе Арзамасцево. Скончалась 26 мая 1996 года. Похоронена в родном селе.
Награждена двумя орденами Ленина, орденом Трудового Красного Знамени, медалями.